# 小行星4931
小行星4931（4931 Tomsk）是一颗围绕太阳公转的小行星。1983年2月11日，亨利·德波鸿诺、喬瓦尼·德·桑蒂斯在拉西拉天文台发现了此天体。
这颗小行星的绝对星等为281.4789480445927等。